# Barry Sadler
Barry Allen Sadler, född 1 november 1940 i Carlsbad, New Mexico, död 8 september 1989 i  Guatemala, amerikansk sångare och författare, som hade tjänstgjort som sjukvårdsman i gröna baskrarna med sergeants grad i USA:s armé under Vietnamkriget innan han sjöng in sin stora hit Ballad of the Green Berets. Hans fortsatta karriär blev inte lika lysande; två gånger åtalades han för mord, 1978 på låtskrivaren Lee Emerson Bellamy, och 1981 på sin förre manager.  1988 blev han själv utsatt för ett mordförsök, med hjärnskador som följd och han avled ett år senare. 
Barry Sadler har också sysslat med författarskap genom att skriva om den romerske soldaten Casca Longinus, som dömts att evigt vandra som legosoldat.

## Diskografi
Studioalbum
- 1966 – Ballads of the Green Berets (US #1)
- 1966 – The 'A' Team

Singlar
- 1966 – "Ballad of the Green Berets" (US #1)
- 1967 – "The 'A' Team"